# Fuite et expulsion des Allemands de Pologne après la Seconde Guerre mondiale

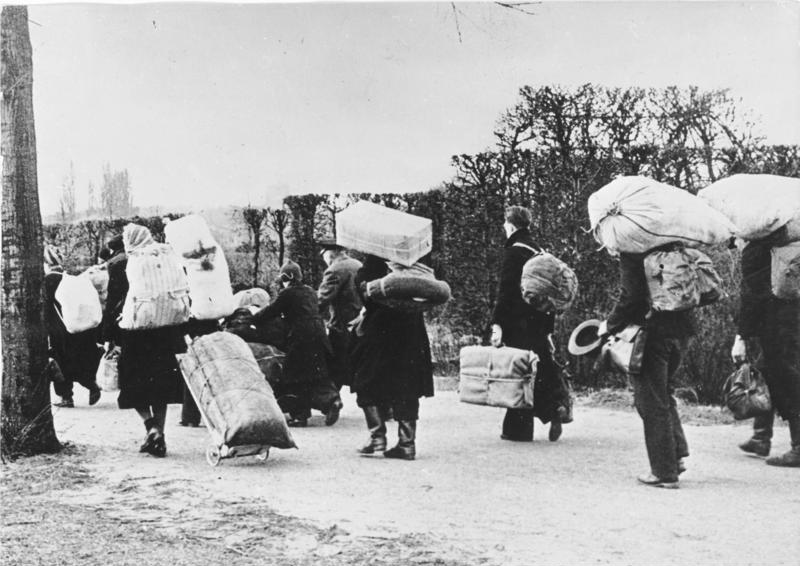
Allemands quittant la Silésie pour l'Allemagne occupée par les Alliés en 1945.

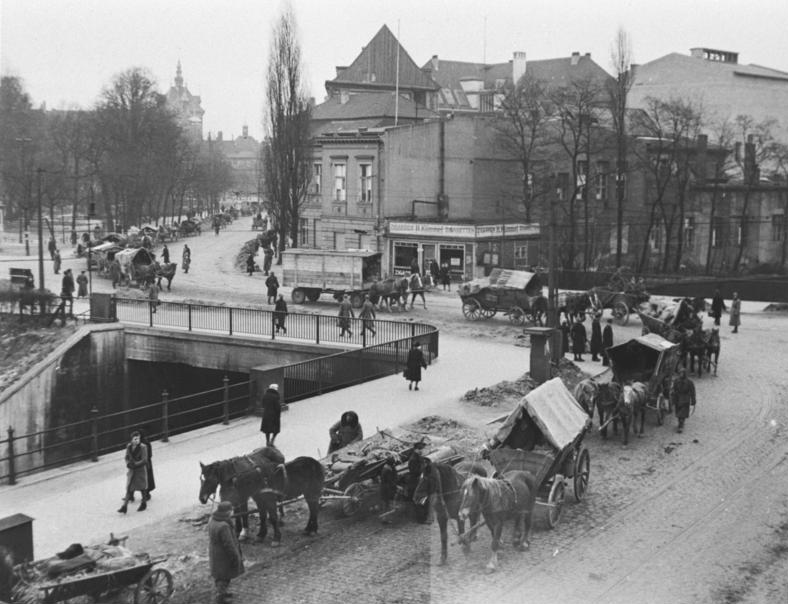
Convoi de réfugiés, à Dantzig et ses environs, février 1945.

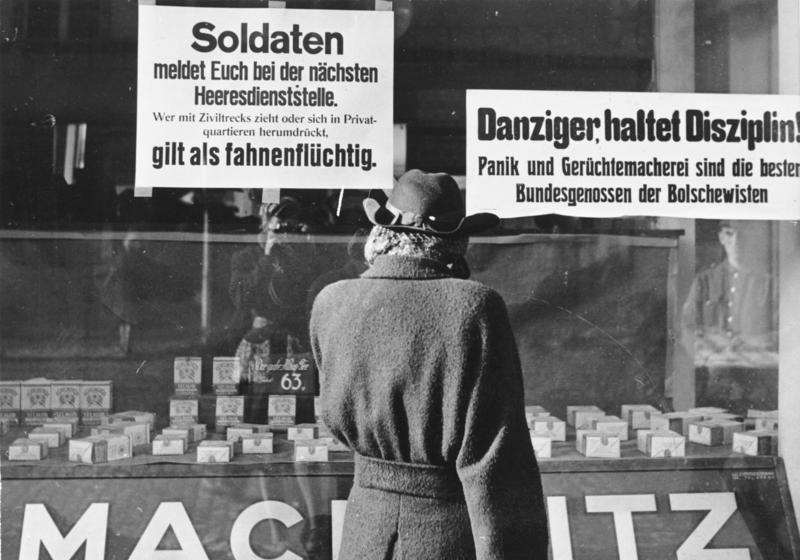
Affiches de propagande, Dantzig, février 1945 : La panique et les rumeurs sont les meilleures alliées des bolchevistes !

La fuite et l'expulsion des Allemands de Pologne sont l'épisode le plus important d'une série de déplacements et d'expulsions d'Allemands en Europe pendant et après la Seconde Guerre mondiale. La population allemande fuit ou est expulsée de toutes les régions qui se trouvent actuellement dans les limites territoriales de la Pologne, y compris les anciens territoires de l'Est de l'Allemagne et certaines parties de la Pologne d'avant-guerre par l'Union soviétique.

## Contexte
Pendant la Seconde Guerre mondiale, des expulsions ont été initiées par l'Allemagne nazie en Pologne occupée. Les Allemands déportèrent 2,478 millions de citoyens polonais des régions polonaises annexées par l'Allemagne nazie, assassinèrent 1,8 à 2,77 millions de Polonais de souche, 2,7 à 3 millions de Juifs polonais et réinstallèrent 1,3 million d'Allemands ethniques à leur place. Environ 500 000 Allemands étaient stationnés en Pologne dans le cadre de sa force d'occupation ; il s'agissait de personnes telles que des commis, des techniciens et du personnel de soutien.
La population allemande à l'Est d'Oder-Neisse est estimée à plus de 11 millions au début de 1945. La première expulsion de masse des Allemands a suivi l'avancée de l'Armée rouge et fut composée à la fois d'une fuite spontanée, motivée par des rumeurs d'atrocités soviétiques et d'une évacuation organisée commençant à l'été 1944 et se poursuivant jusqu'au printemps 1945. Dans l'ensemble, environ 1% (100 000) de la population civile allemande à l'est de la ligne Oder-Neisse a péri dans les combats avant la capitulation en mai 1945. En 1945, les territoires de l'Est de l'Allemagne ainsi que les zones polonaises annexées par l'Allemagne ont été occupés par l'Armée rouge soviétique et les forces militaires polonaises communistes. Des civils allemands ont également été déportés au motif du « travail de réparation » en URSS. L'Union soviétique a transféré d'anciens territoires allemands à l'Est de la ligne Oder-Neisse à la Pologne en juillet 1945. Au milieu de 1945, 4,5 à 4,6 millions d'Allemands sont restés sur les territoires sous contrôle polonais en attendant une conférence de paix finale avec l'Allemagne, qui n'aura finalement jamais lieu.

## Déportations
Les premières expulsions en Pologne ont été entreprises par les autorités militaires communistes soutenues par les Soviétiques en Pologne avant même la conférence de Potsdam (« expulsions sauvages »), pour assurer l'intégration ultérieure dans une Pologne ethniquement homogène telle qu'envisagée par les communistes polonais . Entre 700 000 à 800 000 Allemands ont été touchés. Contrairement à la déclaration officielle selon laquelle les anciens habitants allemands des territoires « dits récupérés » devaient être évacués rapidement pour loger les Polonais déplacés par l'annexion soviétique, les terres ont d'abord fait face à une grave pénurie de population.
Au début de 1946, 932 000 personnes avaient été « vérifiées » comme ayant la nationalité polonaise. Lors du recensement de février 1946, 2 288 000 personnes ont été répertoriées comme Allemandes et 417 400 ont fait l'objet d'une vérification visant à établir leur nationalité,. À partir du printemps 1946, les expulsions s'organisent progressivement, affectant le reste de la population allemande. En 1950, 3 155 000 civils allemands avaient été expulsés et 1 043 550 naturalisés polonais. Les Allemands considérés comme « indispensables » à l'économie polonaise sont retenus ; pratiquement tous partiront en 1960. Quelque 500 000 Allemands en Pologne, en Prusse orientale et en Silésie ont été employés comme travailleurs forcés dans des camps administrés par les communistes avant d'être expulsés de Pologne. Outre les grands camps, dont certains étaient des camps de concentration allemands réutilisés, de nombreux autres camps de travaux forcés, punitifs et d'internement, des ghettos urbains et des centres de détention constitués parfois seulement d'une petite cave ont été mis en place.
Selon la commission Schieder ouest-allemande de 1953, le nombre de morts parmi les civils s'élève à 2 millions. Cependant, en 1974, les Archives fédérales allemandes estiment le nombre de morts à environ 400 000 (y compris les victimes des déportés de Kaliningrad,,).
Les chiffres du gouvernement ouest-allemand concernant les personnes évacuées, émigrées ou expulsées en 1950 s'élèvent à 8 030 000. (6 981 000 dans les anciens territoires allemands ; 290 800 de Dantzig, 688 000 de Pologne d'avant-guerre et 170 000 Allemands baltes réinstallés en Pologne pendant la guerre). Les recherches du gouvernement ouest-allemand évaluent à 894 000 le nombre d'Allemands émigrés de Pologne de 1951 à 1982 ; ils sont également considérés comme des expulsés en vertu de la loi fédérale allemande sur les expulsés.

## Attitudes polonaises et soviétiques
L'attitude des civils polonais, dont beaucoup avaient subi des brutalités lors de la précédente occupation allemande, s’avéra disparate. Il y eut des incidents où des Polonais, voire d'anciens travailleurs forcés, ont protégé des Allemands, par exemple en les déguisant en Polonais. L'attitude des soldats soviétiques fut ambivalente ; beaucoup ont commis de nombreuses atrocités, surtout des viols et des meurtres, et n'ont pas toujours fait la distinction entre les Polonais et les Allemands, les maltraitant souvent de la même manière. D'autres Soviétiques ont été surpris par le traitement brutal des Allemands et se sont engagés dans leur protection.